# パキスタンにおける信教の自由
パキスタンにおける信教の自由の項目ではパキスタンにおける信教の自由の扱いについて記述する。パキスタンにはイスラム教を優位とする宗教的不平等、宗教的迫害が存在する。

## 憲法上の位置
元々のパキスタン憲法ではムスリムと非ムスリムとの間に区別を設けていなかった。けれどもムハンマド・ジア＝ウル＝ハクによるイスラーム化の間に作られた改正案は、論議を呼ぶフドゥード規定とシャリーア法廷を出した。ナワーズ・シャリーフ政権は1991年5月にシャリーア法案の施行を試みた。9月11日のアメリカ同時多発テロ事件の後、パルヴェーズ・ムシャラフ政権はイスラム教、非ムスリムの宗教・宗派間にある宗教的不寛容を減らすためのステップに取りかかった。

## 冒涜法
パキスタン政府は宗教的出版活動をそれ自体は制限しない。しかしながら、宗教に関連する発言の権利は制限される。イスラム教への反対論を語る事とイスラム教あるいは預言者達を攻撃する出版は禁じられている。パキスタンの刑法は、ムスリムが預言者とみなすムハンマドの名を冒涜する誰もに死刑を命じている。この刑法はクルアーンを冒涜する者に無期刑を、信仰心を侮辱する意図をもって別の宗教的信条を攻撃する者に10年の禁錮を命じる。
パキスタンの冒涜法は他と比べて厳しいと見なされ、近年論争の源になっている。彼等の宗教について公共の討論をしていたムスリムたちが冒涜の罪で起訴された幾つかの例が申し立てられている。
キリスト教の聖典と書物はカラチと移動図書館で利用可能である。ヒンドゥー教とゾロアスター教の聖典は自由に利用できる。外国の書物と雑誌は自由に輸入できるかも知れないが、宗教上の内容の検閲を受ける条件がある。

## 迫害の背景
パキスタンはインド亜大陸のムスリムの一部が、統一インド内で自分たちの権益が犯されると感じて建設した国家である。そのため当初からパキスタンはイスラーム色が極めて強い政治を行い、大統領はイスラム教徒以外になれないという規定が現在まで存続している。

## 迫害の実態
インド・パキスタン分離独立の際には、パキスタンに帰属するとされた土地で多くのヒンドゥー教徒、シク教徒、ゾロアスター教徒、キリスト教徒が虐殺され、多くの女性がレイプされた。ただしインドに帰属するとされた土地では反対にムスリムが虐殺、レイプされる事が起こっていた。また多くの非ムスリムがパキスタンを逃れ、インドへと脱出した。
建国以来パキスタンはイスラーム信仰に基づく国家の正当性を強調しており、ヒンドゥー教徒やシク教徒、アニミスト、キリスト教徒などは差別的な取り扱いを受けている。イスラームからの離脱やムスリム女性と非ムスリムとの婚姻は法律で禁止されている。そのため多くの場合このような人々は偽りのアイデンティティーを用いる事を余儀なくされている。また、イスラームへの侮辱を禁ずる法律が非ムスリムも含めて適用されており、違反した場合逮捕、訴追もありうる。これはかつての『ズィンミー』（異教徒の隷属民）への処遇から引き継いだ面が多い。
このような差別を受け、非ムスリムの多くがイスラームへの改宗を余儀なくされた。そのため非ムスリムの人口は建国時と比べて大きく減少した。
イスラム原理主義者によるキリスト教教会やヒンドゥー教寺院へのテロや脅迫も少なからず存在している。
2008年6月には、パキスタンのムスリム男性がイスラームとムハンマドに対する冒涜という容疑で死刑判決を受けた。
2009年6月にパキスタンの女性キリスト教徒アーシア・ビビが預言者ムハンマドを冒涜したとして、第一審（2010年）および第二審（2014年）で死刑判決を受けた。2018年10月31日、パキスタン最高裁判所は逆転無罪の判決を下した（アーシア・ビビ事件）。

## アフマディーヤ信者に対する迫害
イスラーム系新宗教であるアフマディーヤ教団への差別と迫害も深刻である。アフマディーヤ教団は、イランにおけるバハイ教団同様信仰自体が非合法であり、現在でも激しい迫害にあっている。

## アメリカ合衆国による批判
アメリカは1998年以降、アメリカ国際宗教自由委員会が他国の信教の自由について調査し、侵害の度合いを判別して報告書に取りまとめている。2020年の報告書では、パキスタンを「特に懸念のある国」に追加指定した。

## 参照
1. ↑  Akbar S. Ahmed, 'Pakistan's blasphemy laws: words fail me', Washington Post, 19 May 2002.
2. ↑  CJC251◎パキスタンのキリスト者殺害を教会指導者が憂慮
3. ↑  コーラン焼いたイスラム教徒男性に死刑判決 パキスタン
4. ↑  “最高裁判決に反発、宗教団体の抗議活動で治安が不安定に | ビジネス短信 - ジェトロ”. www.jetro.go.jp. 2019年2月5日閲覧。
5. ↑  “「信教の自由」の抑圧が世界規模で強まる”.   クリスチャン・トゥデイ (2016年5月9日). 2021年1月3日閲覧。
6. ↑  “イスラム教徒が破壊したヒンズー教寺院、公費で再建へ パキスタン”.   AFP (2021年1月2日). 2021年1月3日閲覧。